# Portobello Road
Portobello Road er en vej i området Notting Hill i bydelen Kensington and Chelsea i det vestlige London i England.
Gaden strækker sig over det meste af Notting Hill fra syd til nord, omtrentligt parallelt med Ladbroke Grove. Om lørdagen danner den rammen om Portobello Road Market, et af byens gademarkeder, der særligt er kendt for sit udvalg af antikviteter og genbrugstøj. Markedet begyndte som grøntmarked i 1800-tallet og er en af områdets store turistattraktioner.